# كريستيان دوميترو
كريستيان دوميترو (بالرومانية: Cristian Dumitru)‏ هو لاعب كرة قدم روماني في مركز الهجوم، ولد في 13 ديسمبر 2001 في بوزاو في رومانيا. لعب مع ستيوا بوخارست.

## وصلات خارجية
- كريستيان دوميترو على موقع قاعدة بيانات كرة القدم.إي يو (الإنجليزية)
- كريستيان دوميترو على موقع Soccerway.com (الإنجليزية)